# وینونا جاد
وینونا الن جاد که به سادگی با نام وینونا شناخته می‌شود (‎/waɪˈnoʊnə/‎ wy-NOH-nə؛ زاده شده کریستینا کلر سیمینلا؛ ۳۰ مه ۱۹۶۴) یک خواننده موسیقی کانتری آمریکایی است. او یکی از شناخته شده‌ترین نوازندگان زن کانتری در تاریخ است.
او اولین بار در دهه ۱۹۸۰ در کنار مادرش، نائومی به شهرت رسید. آنها علاوه بر ۲۶ تک‌آهنگ، هفت آلبوم در کرب رکوردز منتشر کردند.
در سال ۲۰۲۲، وینونا به تالار مشاهیر موسیقی کانتری معرفی شد.
وینونا کریستینا کلر سیمینلا در اشلند، کنتاکی، در ۳۰ می ۱۹۶۴ به دنیا آمد مادرش، نائومی جاد، (در آن زمان با نام دایانا شناخته می‌شد) پس از اینکه توسط چارلز جردن، دوست پسرش و پدر بیولوژیکی جاد، او را رها کردند، به سرعت با مایکل سیمینلا ازدواج کرد.

## زندگی شخصی
وینونا و Arch Kelley III قبل از ازدواج در سال ۱۹۹۵ یک پسر داشتند. آنها یک فرزند دوم با هم داشتند اما در سال ۱۹۹۸ طلاق گرفتند.
وینونا در ۲۲ نوامبر ۲۰۰۳ در تنسی دوباره با دکتر روچ، محافظ سابقش ازدواج کرد. در ۲۲ مارس ۲۰۰۷، او به دلیل تجاوز جنسی به یک کودک زیر ۱۳ سال دستگیر شد. او پنج روز بعد درخواست طلاق داد. در نوامبر ۲۰۰۳، وینونا در یکی از اپیزودهای نمایش اپرا وینفری نوار ضبط کرد و در مورد آنچه که او به عنوان وابستگی شدید به غذا توصیف کرد صحبت کرد. این قسمت در فوریه ۲۰۰۴ پخش شد. جاد در تلاش برای کاهش وزن و ریشه یابی وابستگی اش با سریال کار می‌کرد. در سپتامبر ۲۰۰۵، او برای دومین بار در برنامه حضور پیدا کرد و در مورد چگونگی کاهش وزن خود صحبت کرد. او همچنین بر بهبود روابط با مادرش و پدرش مایکل سیمینلا، که تقریباً یک دهه از آنها دور بود، تمرکز کرد.
وینونا داور ششمین جوایز سالانه موسیقی مستقل بود که برای حمایت از حرفه هنرمندان مستقل برگزار شد. در ۲۴ دسامبر ۲۰۱۱، جاد با دوست پسر اسکات «کاکتوس» موزر، که بیشتر به عنوان درامر بزرگراه ۱۰۱ شناخته می‌شود، نامزد کرد. آنها در ۱۰ ژوئن ۲۰۱۲ در خانه او در لیپرز فورک، تنسی ازدواج کردند.
در ۱۸ آگوست ۲۰۱۲، موزر در یک تصادف موتور سیکلت در داکوتای جنوبی به شدت مجروح شد. او در مسیر ۱۶ آمریکا در بلک هیلز بود که از خط وسط عبور کرد و با ماشینی برخورد کرد. جراحات باعث شد تا پای چپ او از بالای زانو قطع شود.
در ژوئن ۲۰۱۸، گریس دختر وینونا به دلیل نقض دوره آزمایشی خود به ۸ سال زندان محکوم شد. او به داشتن، تولید و توزیع مت آمفتامین‌ها اعتراف کرده بود.

## آهنگ‌شناسی

### آلبوم‌های استودیویی
- وینونا (1992)[۲۰]
- به من بگو چرا (1993)[۲۱]
- مکاشفات (1996)[۲۲]
- طرف دیگر (1997)[۲۳]
- طلوع روز نو (2000)[۲۴]
- آنچه جهان اکنون به آن نیاز دارد عشق است (2003)[۲۵]
- کریسمس کلاسیک (2006)[۲۶]
- بخوان: Chapter 1 (2009)[۲۷]
- Wynonna & the Big Noise (2016)[۲۸]
- خاطرات (2020)[۲۹]

### آلبوم‌های تألیفی
- مجموعه (۱۹۹۷)
- عشق شفا می‌دهد (۲۰۱۰)
- عشق می‌تواند پل بسازد: آهنگ‌های ایمان، امید و عشق (۲۰۱۵)
- بهترین آثار تمام دوران (۲۰۱۸)

### دی وی دی‌ها
- اتحاد مجدد (۱۹۹۹)
- زنده از ونیز (۲۰۰۲)
- داستان او: صحنه‌هایی از یک زندگی (۲۰۰۵)
- Live From My Place (2021)